# Krzeszów
Krzeszów è un comune rurale polacco del distretto di Nisko, nel voivodato della Precarpazia.
Ricopre una superficie di 62,38 km² e nel 2005 contava 4 366 abitanti.